# 美丽核果蟹
美丽核果蟹（学名：Nucia speciosa）为玉蟹科核果蟹属的动物。分布于日本、越南、印度尼西亚、夏威夷群岛、新喀里多尼亚、印度、红海以及中国大陆的西沙群岛等地，生活环境为海水，多生活于潮间带珊瑚礁丛中。
其种加词“speciosa”意为“外表美丽的”。